# مردان زیبا
مردان زیبا (به انگلیسی: Beautiful Men) یک انیمیشن کوتاه محصول سال ۲۰۲۳ به نویسندگی و کارگردانی نیکلاس کپنز است. در ۲۳ ژانویه ۲۰۲۵، این فیلم نامزد نود و هفتمین دوره جوایز اسکار در بخش جایزه اسکار بهترین پویانمایی کوتاه شد.